# Alexandre Edme, barone di Méchin
Alexandre-Edme Méchin, meglio noto come barone di Méchin (Parigi, 18 marzo 1772 – Parigi, 20 settembre 1849), è stato un politico francese.
Fu deputato, prefetto e alto funzionario.

## Esordi
Nato a Parigi il 18 marzo 1772, figlio di un funzionario al ministero della guerra, fu un fervente partigiano della Rivoluzione francese, entrando nel Club dei Giacobini nel 1790, prima di avvicinarsi alla Gironda, ciò che gli procurò una condanna alla proscrizione, il 31 maggio 1793.

## La rivoluzione e l'Impero

### Carriera nella Francia rivoluzionaria
Rientrò in Francia dopo la caduta di Robespierre il 9 termidoro (27 luglio 1794) e trovò subito un impiego, seguendo Fréron nella sua missione nel Midi nell'anno III (ottobre 1795). Al suo ritorno a Parigi, venne nominato capo del gabinetto del ministro dell'interno, Pierre Bénézech.
Nel luglio 1798 venne inviato a Malta per rimpiazzare Saint-Jean d'Angély come commissario esecutivo del Direttorio. Ma, appena raggiunta la nuova destinazione accompagnato dalla moglie (che era considerata una delle donne più belle della sua epoca), Méchin fu arrestato a Viterbo nel corso di una sommossa popolare contro il governo giacobino, che dal febbraio occupava Roma. Di tali avvenimenti resta un Compendio del mio viaggio e della mia missione in Italia negli anni 1798 e 1799 e relazione degli avvenimenti che hanno avuto luogo a Viterbo dopo il 27 novembre 1798 sino al 28 dicembre seguente.

### Prefetto sotto Napoleone
Rientrato in Francia, venne nominato prefetto delle Landes (anno IX), della Roer (anno X), dell'Aisne (anno XIII), del Calvados (1810). Il 31 dicembre 1809 venne fatto barone dell'Impero.

### La caduta di Napoleone
Con l'abdicazione di Napoleone il 6 aprile 1814 e la successiva stipula del Trattato di Fontainebleau, l'11 aprile, Méchin perse il posto di prefetto: una notizia pare ben accolta dalla popolazione del dipartimento giacché, dopo una sommossa per il grano, il prefetto era generalmente detestato. 
Al principio dei cento giorni, il 6 aprile 1815, divenne prefetto del dipartimento di Ille-et-Vilaine, salvo perdere il posto dopo Waterloo. 

## La restaurazione

### Banchiere e deputato di maggioranza

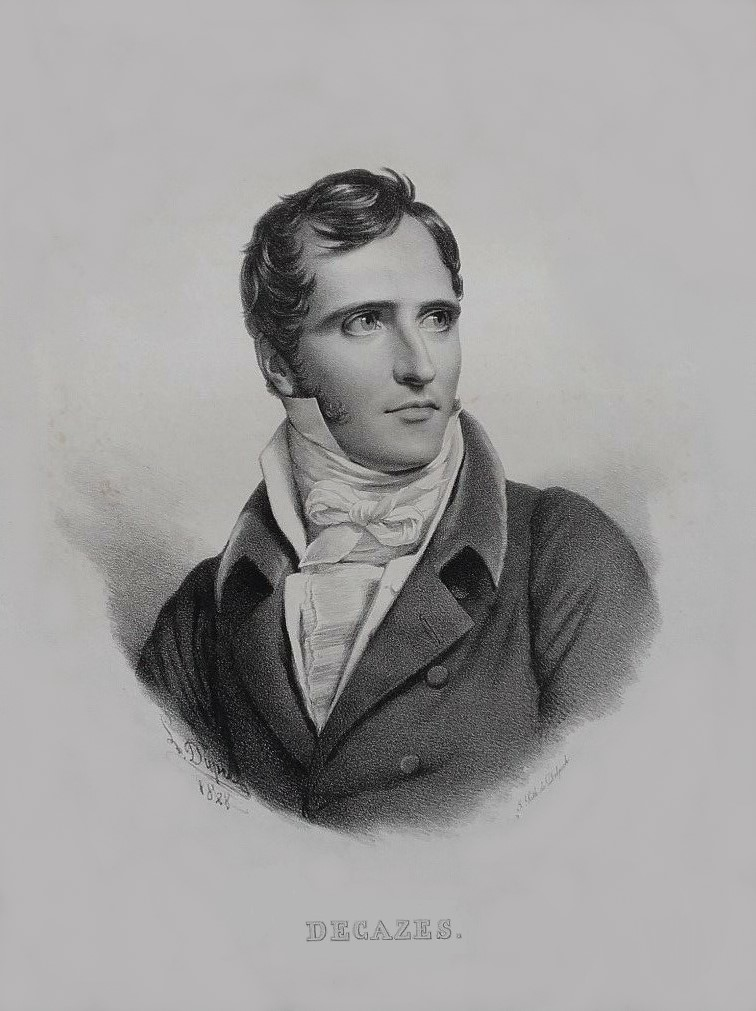
Ritratto del primo ministro Élie Decazes

Méchin non subì alcuna persecuzione con la Restaurazione. Anzi, nel 1816 fondò una banca privata e, nel 1819, la sua reputazione era già tanto ristabilita da farsi eleggere, insieme ad altri, deputato del grande collegio dell'Aisne, per il partito liberale, che in quei tempi godeva del sostegno del re Luigi XVIII. 
Il 25 settembre 1816 Luigi XVIII aveva sciolto una camera a maggioranza ultra-realista (la Chambre introuvable) agevolando, nell'ottobre successivo, l'elezione di una maggioranza liberale. Nel febbraio 1817 il re aveva spinto il governo del duca di Richelieu a far votare da quella maggioranza liberale una nuova legge elettorale, che prevedeva che gli elettori si concentrassero nei capoluoghi dei dipartimenti a formare un collegio elettorale e lì eleggessero direttamente i deputati. La legge era decisamente governativa, in quanto consentiva un diretto controllo dei collegi da parte dei prefetti e delle autorità locali
Il suffragio era assai ristretto, con circa 100'000 elettori in tutta la Francia, e Méchin ottenne il primo seggio con 573 voti su 1089 votanti. La seconda volta, nel 1824, ebbe 208 voti su 404 votanti, con 39 astenuti. La terza, il 17 novembre 1827, ebbe 195 voti su 295 votanti, con 48 astenuti.

### I liberali alla maggioranza alla opposizione
Il clima politico cominciò a cambiare proprio con le elezioni del 1819: le potenze della Quadruplice alleanza si inquietarono per il secondo e grande successo ottenuto dai liberali e non ostacolato dal re. Questo provocò la caduta del primo ministro liberale Dessolles, sostituito dal meno intransigente Decazes. La rottura definitiva fra Luigi XVIII ed i liberali venne il 13 febbraio 1820, con l'assassinio del duca di Berry, figlio del fratello del re, il futuro Carlo X.
Decazes si dimise il 17 febbraio e venne rimpiazzato dal rientrante duca di Richelieu, affiancato dal Chateaubriand (notevole anti-liberale) agli esteri e da Villèle, capo del partito ultra.
Luigi XVIII affidò al nuovo governo il compito di rovesciare la maggioranza liberale della Camera dei deputati e Richelieu eseguì celermente: già a marzo 1820 impose alla Camera l'approvazione di leggi che ristabilivano la censura, con autorizzazione preventiva, aumentavano i poteri di polizia e riducevano le libertà personali. Poi, il 2 giugno ottenne l'approvazione della legge del doppio voto, che affidava il 40% dei seggi al quarto più ricco dell'elettorato, il quale già aveva votato per il primo 60%. Essa produsse un trionfo degli ultra alle elezioni del novembre 1820 della Camera dei Deputati, con conseguente cambio di maggioranza.

### Deputato di opposizione
Tali elezioni, tuttavia, non interessarono direttamente il Méchin, in quanto l'articolo 37 della Carta costituzionale del 1814 prevedeva che "i deputati saranno eletti per cinque anni, e in maniera che la Camera sia rinnovata ogni anno per un quinto". 
Méchin difese con successo il proprio seggio il 25 febbraio 1824 ed ancora il 17 novembre 1827. 
La politica nazionale erano dominata dal governo del primo ministro conte di Villèle, che si appoggiava ad una maggioranza ultra-realista. In questo periodo Méchin si distinse come brillante oratore, illustrandosi come uno dei maggiori oppositori di Villèle, votando contro le "leggi straordinarie" (lois d'exception), una nuova legge elettorale, la conversione delle rendite.

### Sostenitore del partito orleanista
In questi anni si avvicinò al barone Sebastiani, anche lui deputato dell'Aisne, e assiduo frequentatore del Palais-Royal, la residenza parigina del duca di Orléans, il futuro Luigi Filippo. Méchin fu tra i primi ad immaginare di sostituire quest'ultimo al nuovo re Carlo X, noto reazionario.

### Programmi di colpo di Stato
Già nel 1823, quando Luigi XVIII, ottenuto il consenso delle potenze della Quintuplice Alleanza al Congresso di Verona, organizzò la spedizione di Spagna per stroncare il governo liberale che governava la Spagna e reinstallare il governo assolutistico di Ferdinando VII, Méchin fu tra coloro che scommisero su un contraccolpo in Francia. Egli previde che la partenza dell'esercito per una causa tanto anti-liberale avrebbe potuto causare la caduta di Luigi XVIII e suggerì l'idea di affidare, in tal caso, la luogotenenza del regno di Francia al duca di Orléans, "in virtù di una invocazione espressa da una parte delle Camere e da un certo ordine di militari, di funzionari e di cittadini". Di tale progetto è restata traccia in una lettera di Méchin a Stanislas de Girardin. 
La spedizione di Spagna si rivelò invece un trionfo per l'esercito francese e per i Borbone, e consentì a Villèle e a Chateaubriand di completare il ritorno della Francia nel consesso delle grandi potenze.

### L'ultimo decennio dei Borbone
Seguirono lunghi anni di vita parlamentare, nel corso dei quali Méchin pubblicò una traduzione delle Satire di Giovenale, stampata nel 1827.

## La caduta dei Borbone

### L'indirizzo dei 221
Méchin acquisì fama il 18 marzo 1830, quando la Camera dei deputati votò, con il suo concorso, il cosiddetto "Indirizzo dei 221", con il quale la maggioranza liberale eletta nel 1830 chiedeva a Carlo X di sostituire il ministero del conservatore principe di Polignac con uno più affine alle nuove Camere. Subito dopo l'approvazione, Méchin si precipitò al Palais-Royal per comunicare l'esito al duca di Orléans.

### Le ordinanze di Saint-Cloud

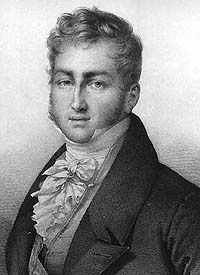
Jules, principe di Polignac

Carlo X e Polignac reagirono sciogliendo nuovamente l'assemblea, il 16 maggio 1830. Ma, nella sorpresa generale, i liberali vinsero le elezioni del 23 giugno e del 19 luglio. I liberali si videro attribuire 274 seggi, ossia 53 più di quanti ne avessero prima della dissoluzione.  Méchin venne rieletto il 23 giugno, con 251 voti su 344 e 44 non partecipanti.
Di fronte alla sconfitta il re e Polignac decisero di forzare la mano alle Camere, applicando l'articolo 14 della Carta che specificava come il re … fa i regolamenti e le ordinanze necessarie per … la sicurezza dello Stato. Si tratta di una riserva particolarmente estesa, in quanto non condizionata ad alcuna successiva approvazione parlamentare. I due stilarono, quindi, le ordinanze di Saint-Cloud che scatenarono la Rivoluzione di luglio e la seconda caduta dei Borbone.

### La Rivoluzione di Luglio
Méchin ebbe un ruolo non secondario, appoggiando il 29 luglio la proposta di François Guizot di creare una "commissione municipale provvisoria" incaricata di assicurare il governo di Parigi e partecipando, il 30 luglio, alla delegazione che si recò al castello di Neuilly per scongiurare il duca di Orléans di accettare la luogotenenza generale del Regno (come già sperato nel 1823).

## La Monarchia di Luglio
Con la Monarchia di Luglio Méchin venne subito nominato prefetto dell'importantissimo dipartimento del Nord. Ciò lo costrinse a dimettersi da deputato e ricandidarsi in seguito, venendo rieletto il 20 dicembre 1830, con 268 voti su 342 votanti.
Questa elezione fu però l'ultima, in quanto Méchin poteva ora aspirare ad incarichi governativi. Non si ripresentò alle elezioni del 1831 e venne nominato consigliere di Stato. Tenne l'incarico sino al 12 maggio 1840. 
Morì a Parigi il 20 settembre 1849.